# Psychotria aemulans
Psychotria aemulans är en måreväxtart som beskrevs av Karl Moritz Schumann. Psychotria aemulans ingår i släktet Psychotria och familjen måreväxter. Inga underarter finns listade i Catalogue of Life.